# Camille Erlanger
Pour les articles homonymes, voir Erlanger.
Camille Erlanger est un compositeur français né le 25 mai 1863 à Paris, ville où il est mort  le 24 avril 1919.

## Biographie
Camille Erlanger naît le 25 mai 1863 dans le 2e arrondissement ; il est le fils de Joseph Erlanger, fleuriste, juif non pratiquant, et Babette Erlanger. Au Conservatoire, il suit les cours de Léo Delibes, Georges Mathias, Antoine Taudou, et, en 1888, il remporte le premier Grand prix de Rome avec sa cantate Velléda.
Le 10 juillet 1902, il épouse à Paris (8e arrondissement) Irène Hillel-Manoach (1878-1920) qui appartient à la famille Camondo. Le couple a un fils le 11 juillet 1903, le futur historien Philippe Erlanger. Le divorce est prononcé le 6 mars 1912.
En 1888, il compose à Rome son Saint Julien l'Hospitalier, légende dramatique en trois actes et sept tableaux, d'après le conte de Gustave Flaubert, qui lui vaut une célébrité immédiate. Une suite symphonique, La Chasse fantastique, en est tirée en 1894.
Officier de la Légion d'honneur, il meurt le 24 avril 1919 en son domicile dans le 16e arrondissement, et, est inhumé au cimetière du Père-Lachaise (96e division).
En 1910, il résidait 9 rue du Commandant-Marchand (16e arrondissement de Paris).

## Actualités des représentations et enregistrements
L'Aube rouge (en) a été remonté au Festival de Wexford (2023) sous la direction de Guillaume Tourniaire et Christophe Manien.
La Sorcière a fait l'objet d'une version-concert le 12 décembre 2023 dans le Victoria Hall de Genève, toujours sous la direction de Guillaume Tourniaire, et a été enregistrée pour un CD du label B.records, sorti le 4 octobre 2024.

## Œuvres lyriques

Affiche du Juif polonais à l'Opéra-Comique le 11 avril 1900.

- Velléda, scène lyrique (1888), donnée aux Concerts Colonne en 1889
- La Légende de Saint-Julien l'Hospitalier (1888), légende dramatique en trois actes et sept tableaux, d'après le conte de Gustave Flaubert
- Kermaria, drame lyrique en trois actes, livret de Pierre-Barthélemy Gheusi, créé à l'Opéra-Comique le 8 février 1897
- Faublas, livret de Pierre-Barthélemy Gheusi, 1897
- Le Juif polonais, d'après le roman d'Erckmann-Chatrian, créé à l'Opéra-Comique le 11 avril 1900
- Le Fils de l'étoile, drame musical en cinq actes, livret de Catulle Mendès, créé au Palais Garnier le 17 avril 1904
- La Glu, drame lyrique d'après le roman de Jean Richepin
- Aphrodite, drame musical en 5 actes et 7 tableaux d'après le roman de Pierre Louÿs, adaptation de Louis de Gramont, créé le 23 (ou 27 ?) mars 1906 à l'Opéra-Comique
- Bacchus triomphant, créé le 11 septembre 1909 à Bordeaux
- L'Aube rouge (en), pièce lyrique en 4 actes et 5 tableaux, créée le 29 décembre 1911 à Rouen, sur un livret de Arthur Bernède (1871-1937) & Paul de Choudens (1850-1925)
- Hannele Mattern, rêve lyrique en cinq actes (1911), livret de Jean Thorel et Louis de Gramont d'après le drame Hanneles Himmelfahrt de Gerhart Hauptmann, créé le 28 janvier 1950 à Strasbourg (Opéra du Rhin)
- La Sorcière, créé le 18 décembre 1912 à Paris
- Miousic, 1914, théâtre de l'Olympia, en collaboration avec Charles Lecocq, Reynaldo Hahn, Xavier Leroux, Paul Vidal, André Messager, Charles Cuvillier, Willy Redstone, Rodolphe Berger, Henri Hirchmann
- Le Barbier de Deauville, 1917
- Forfaiture, créé en 1921 à Paris